# Lista statelor din Europa în funcție de VNB (nominal) pe locuitor
Lista statelor din Europa în funcție de VNB (nominal) pe locuitor este o hartă a țărilor europene după venitul național brut (VNB) nominal pe locuitor pentru anul 2021. 

## Hartă
Pentru anul fiscal 2021, „economiile cu venituri mici” sunt definite ca fiind cele cu un VNB pe locuitor, calculat folosind metoda Atlas a Băncii Mondiale, de 1.085 USD sau mai puțin în 2021, „economiile cu venituri medii inferioare” sunt cele cu un VNB pe locuitor între 1.086 USD și 4.255 USD (culoare  roșie ), „economiile cu venituri medii superioare” sunt cele cu un VNB pe cap de locuitor între 4.256 USD și 13.205 USD (culoare  galbenă ), iar „economiile cu venituri mari” sunt cele cu un VNB pe cap de locuitor de 13.205 USD sau mai mult (culoare  violet ).

## Tabel
Conform Băncii Mondiale, pentru anul fiscal 2021, „economiile cu venituri mici” sunt definite ca fiind cele cu un VNB pe locuitor de 1.085 USD sau mai puțin, „economiile cu venituri medii inferioare” sunt cele cu un VNB pe locuitor între 1.086 USD și 4.255 USD, „economiile cu venituri medii superioare” sunt cele cu un VNB pe cap de locuitor între 4.256 USD și 13.205 USD, iar „economiile cu venituri mari” sunt cele cu un VNB pe cap de locuitor de 13.205 USD sau mai mult. Clasificarea țărilor în tabelul comparativ a luat în considerare venitul național brut (nominal) pe locuitor.
Legendă:
     venit mare (13.205 USD sau mai mult)
     venit mediu superior (între 4.256 și 13.205 USD)
     venit mediu inferior (între 1.086 și 4.255 USD)
| Țară                  | VNB (nominal) pe locuitor | PIB (nominal) pe locuitor | PIB (PPC) pe locuitor | VNB (PPC) pe locuitor |
|                       |                           |                           |                       |                       |
| --------------------- | ------------------------- | ------------------------- | --------------------- | --------------------- |
| Albania               | 6.110                     | 5.991                     | 15.225                | 13.580                |
| Andorra               | n/d                       | n/d                       | n/d                   | n/d                   |
| Austria               | 52.210                    | 53.859                    | 57.890                | 58.940                |
| Belarus               | 6.950                     | 6.487                     | 20.577                | 19.320                |
| Belgia                | 50.510                    | 50.103                    | 53.972                | 55.370                |
| Bosnia și Herțegovina | 6.770                     | 6.728                     | 15.935                | 15.660                |
| Bulgaria              | 10.720                    | 11.321                    | 25.471                | 23.780                |
| Croația               | 17.150                    | 16.247                    | 29.777                | 28.630                |
| Cehia                 | 24.070                    | 25.732                    | 42.955                | 40.360                |
| Danemarca             | 68.110                    | 67.218                    | 61.478                | 62.180                |
| Estonia               | 25.970                    | 26.470                    | 39.729                | 37.940                |
| Finlanda              | 53.660                    | 54.330                    | 51.866                | 51.650                |
| Franța                | 43.880                    | 44.995                    | 49.492                | 50.400                |
| Germania              | 51.040                    | 51.860                    | 56.955                | 55.220                |
| Grecia                | 20.140                    | 19.673                    | 30.494                | 30.620                |
| Ungaria               | 17.740                    | 18.075                    | 35.088                | 33.070                |
| Islanda               | 64.410                    | 65.273                    | 58.151                | 59.590                |
| Irlanda               | 74.520                    | 94.556                    | 99.238                | 69.190                |
| Italia                | 35.710                    | 34.997                    | 43.375                | 42.270                |
| Kosovo                | 4.970                     | 4.401                     | 11.948                | 11.650                |
| Letonia               | 19.370                    | 19.824                    | 33.393                | 31.590                |
| Liechtenstein         | n/d                       | n/d                       | n/d                   | n/d                   |
| Lituania              | 21.610                    | 22.245                    | 40.784                | 37.420                |
| Luxemburg             | 81.110                    | 131.782                   | 122.740               | 74.310                |
| Malta                 | 30.560                    | 31.576                    | 45.041                | 38.800                |
| Republica Moldova     | 5.460                     | 4.638                     | 13.878                | 13.520                |
| Monaco                | n/d                       | n/d                       | n/d                   | n/d                   |
| Muntenegru            | 9.300                     | 9.064                     | 21.354                | 20.870                |
| Țările de Jos         | 56.370                    | 58.003                    | 60.460                | 59.700                |
| Macedonia de Nord     | 6.130                     | 6.657                     | 17.663                | 16.280                |
| Norvegia              | 84.090                    | 81.995                    | 69.171                | 66.020                |
| Polonia               | 16.670                    | 16.930                    | 35.957                | 33.220                |
| Portugalia            | 23.730                    | 25.065                    | 36.078                | 33.980                |
| România               | 14.170                    | 14.968                    | 32.950                | 31.410                |
| Rusia                 | 11.600                    | 11.654                    | 29.485                | 27.550                |
| San Marino            | n/d                       | n/d                       | n/d                   | n/d                   |
| Serbia                | 8.440                     | 8.748                     | 20.544                | 18.650                |
| Slovacia              | 20.250                    | 21.529                    | 34.815                | 31.290                |
| Slovenia              | 28.240                    | 28.104                    | 40.820                | 40.530                |
| Spania                | 29.740                    | 30.996                    | 41.545                | 42.250                |
| Suedia                | 58.890                    | 58.977                    | 55.566                | 56.270                |
| Elveția               | 90.360                    | 94.696                    | 75.880                | 73.620                |
| Ucraina               | 4.120                     | 3.984                     | 13.943                | 13.260                |
| Regatul Unit          | 45.380                    | 46.344                    | 47.089                | 47.620                |
| Vatican               | n/d                       | n/d                       | n/d                   | n/d                   |